# يوليانا تيليغينا
يوليانا سيرغيفنا تيليغينا (بالعبرية:  יוליאנה טלגינה، بالروسية: Юлиана Сергеевна Телегина، من مواليد 22 مارس 2002 في روسيا) هي لاعبة جمباز إيقاعي فردية وجماعية إسرائيلية، حصلت على الميدالية الذهبية في في حدث المجموعة الشاملة ضمن بطولة أوروبا للجمباز الإيقاعي 2020 التي أقيمت في الفترة من 26 إلى 29 نوفمبر 2020 في قصر الرياضة في كييف، أوكرانيا. بسبب جائحة كوفيد-19، انسحب العديد من المتنافسين من المنافسة، مثل روسيا وإيطاليا والمجموعتين البيلاروسية والبلغارية.